# Vojarna Južni logor u Mostaru
Vojarna Južni logor (nje. Sudlager) bila je austro-ugarska vojarna u Mostaru. Nalazila se istočno od Neretve.
Podignuta je nakon austro-ugarskog zaposjedanja BiH. Mostar je bio pozadinsko uporište i imao je 19 utvrđenih objekata, najviše u BiH. Bio je pojasna utvrda, jedna od četiriju koje je sagradila Austro-Ugarska u BiH. Unutarnju obrambenu jezgru činile su četiri vojarne nazvane po stranama svijeta. U sklopu Južnog logora bila je vojna bolnica.
Danas vojarna pripada Sveučilištu u Mostaru, a planira se preseljenje kampusa iz Zapadnog u južni logor.